# Arc de méridien
En géodésie,  la mesure d'un arc de méridien est la détermination la plus exacte possible de la distance entre deux points situés sur un même méridien, soit à la même longitude. Deux ou plusieurs déterminations de ce type dans des endroits différents précisent ensuite la forme de l'ellipsoïde de référence qui donne la meilleure approximation de la forme du géoïde. Ce processus est appelé « déterminer la figure de la Terre ». Les premières mesures de la taille d'une Terre sphérique eurent besoin d'un seul arc. Les mesures les plus récentes utilisent des mesures astro-géodésiques et des méthodes de géodésie par satellite afin de déterminer l'ellipsoïde de référence.

## Description mathématique
Un arc de méridien sur un ellipsoïde a la forme exacte d'une ellipse. Par conséquent, sa longueur entre l'équateur et un point à la latitude φ peut être calculée comme une intégrale elliptique et approchée par une série tronquée. Le développement suivant qui fait intervenir le carré de l'excentricité e a été donné par Jean-Baptiste Joseph Delambre en 1799:
{\displaystyle {\begin{aligned}B\approx &\;a(1-e^{2})\left\{\left(1+{\frac {3}{4}}e^{2}+{\frac {45}{64}}e^{4}+{\frac {175}{256}}e^{6}+{\frac {11025}{16384}}e^{8}\right)\varphi \right.\\&\ -{\frac {1}{2}}\left({\frac {3}{4}}e^{2}+{\frac {15}{16}}e^{4}+{\frac {525}{512}}e^{6}+{\frac {2205}{2048}}e^{8}\right)\sin 2\varphi \\&\ +{\frac {1}{4}}\left({\frac {15}{64}}e^{4}+{\frac {105}{256}}e^{6}+{\frac {2205}{4096}}e^{8}\right)\sin 4\varphi \\&\ -{\frac {1}{6}}\left({\frac {35}{512}}e^{6}+{\frac {315}{2048}}e^{8}\right)\sin 6\varphi \\&\ +{\frac {1}{8}}\left.\left({\frac {315}{16384}}e^{8}\right)\sin 8\varphi \right\}.\\\end{aligned}}}
Friedrich Robert Helmert a utilisé la formule suivant en 1880, en posant {\displaystyle n={\frac {1-{\sqrt {1-e^{2}}}}{1+{\sqrt {1-e^{2}}}}}\simeq {\frac {e^{2}}{4}}} :
{\displaystyle {\begin{aligned}B\approx &\;{\frac {a}{1+n}}\left\{\left(1+{\frac {n^{2}}{4}}+{\frac {n^{4}}{64}}\right)\varphi -{\frac {3}{2}}\left(n-{\frac {n^{3}}{8}}\right)\sin 2\varphi \right.\\&\ \left.+{\frac {15}{16}}\left(n^{2}-{\frac {n^{4}}{4}}\right)\sin 4\varphi -{\frac {35}{48}}n^{3}\sin 6\varphi +{\frac {315}{512}}n^{4}\sin 8\varphi \right\}.\\\end{aligned}}}
Kazushige Kawase a donné une formule générale en 2009, :
{\displaystyle B={\frac {a}{1+n}}\sum _{j=0}^{\infty }\left(\prod _{k=1}^{j}\varepsilon _{k}\right)^{2}\left\{\varphi +\sum _{l=1}^{2j}\left({\frac {1}{l}}-4l\right)\sin 2l\varphi \prod _{m=1}^{l}\varepsilon _{j+(-1)^{m}\lfloor m/2\rfloor }^{(-1)^{m}}\right\},}
dans laquelle {\displaystyle \varepsilon _{i}=3n/2i-n}.
En tronquant la somme à j=2, on obtient la formule de Helmert.

## Approximations
La distance polaire peut être approchée par la formule de Muir :
{\displaystyle m_{p}=\int _{0}^{\pi /2}\!M(\varphi )\,d\varphi \;\approx {\frac {\pi }{2}}\left[{\frac {a^{3/2}+b^{3/2}}{2}}\right]^{2/3}\,\!.}